# جوني وايت (لاعب كرة قدم أمريكية)
جوني وايت (بالإنجليزية: Johnny White)‏ هو لاعب كرة قدم أمريكية أمريكي، ولد في 3 فبراير 1988 في آشفيل في الولايات المتحدة.

## وصلات خارجية
- جوني وايت على موقع مرجع كرة القدم المحترفة.كوم (الإنجليزية)